# Meromyza ingrica
Meromyza ingrica är en tvåvingeart som beskrevs av Nartshuk 1992. Meromyza ingrica ingår i släktet Meromyza och familjen fritflugor. Arten är reproducerande i Sverige. Inga underarter finns listade i Catalogue of Life.